# Adriana Gerši
Adriana Gerši (née le 26 juin 1976 à Šternberk) est une joueuse de tennis tchèque, professionnelle d'avril 1994 à 2002.
Elle s'est mariée au joueur de tennis David Rikl le 14 juin 2003, et utilise depuis son nom marital Adriana Rikl-Gerši.
Elle a joué à deux reprises le 3e tour en simple dans une épreuve du Grand Chelem :
- à l'Open d'Australie en 1998, battue par Sandrine Testud
- à l'US Open en 2000, battue par Jennifer Capriati à la suite de l'abandon de Nathalie Dechy au tour précédent

Elle a remporté un tournoi WTA en simple pendant sa carrière.

## Palmarès

### Titre en simple dames
| No | Date       | Nom et lieu du tournoi | Catégorie | Dotation  | Surface      | Finaliste       | Score    |          |
| -- | ---------- | ---------------------- | --------- | --------- | ------------ | --------------- | -------- | -------- |
| 1  | 30-07-2001 | PreCon Open, Bâle      | Tier IV   | 140 000 $ | Terre (ext.) | Marie Mikaelian | 6-4, 6-1 | Parcours |

### Finale en simple dames
Aucune

## Parcours en Grand Chelem

### En simple dames
| Année | Open d'Australie | Open d'Australie  | Internationaux de France | Internationaux de France | Wimbledon       | Wimbledon           | US Open         | US Open           |
| ----- | ---------------- | ----------------- | ------------------------ | ------------------------ | --------------- | ------------------- | --------------- | ----------------- |
| 1997  | 2e tour (1/32)   | Conchita Martínez | 1er tour (1/64)          | Ann Grossman             | 1er tour (1/64) | Marion Maruska      | 1er tour (1/64) | Jacqueline Trail  |
| 1998  | 3e tour (1/16)   | Sandrine Testud   | 2e tour (1/32)           | Alexia Dechaume          | 1er tour (1/64) | Åsa Svensson        | 1er tour (1/64) | Henrieta Nagyová  |
| 1999  | 1er tour (1/64)  | Conchita Martínez | 2e tour (1/32)           | Jana Novotná             | -               | -                   | 2e tour (1/32)  | Kim Clijsters     |
| 2000  | 2e tour (1/32)   | Ai Sugiyama       | 2e tour (1/32)           | Ai Sugiyama              | 1er tour (1/64) | Yvette Basting      | 3e tour (1/16)  | Jennifer Capriati |
| 2001  | 1er tour (1/64)  | Mariana Díaz      | 1er tour (1/64)          | Jelena Dokić             | 1er tour (1/64) | Silvia Farina       | 2e tour (1/32)  | Chanda Rubin      |
| 2002  | 1er tour (1/64)  | Marta Marrero     | 1er tour (1/64)          | Elena Dementieva         | 1er tour (1/64) | Rossana de los Ríos | 1er tour (1/64) | Martina Suchá     |

À droite du résultat, l’ultime adversaire.

### En double dames
N'a jamais participé à un tableau final.

## Parcours aux Jeux olympiques

### En simple dames
| # | Date       | Nom de l'olympiade   | Surface    | Résultat        | Ultime adversaire | Score    |          |
| - | ---------- | -------------------- | ---------- | --------------- | ----------------- | -------- | -------- |
| 1 | 19/09/2000 | Olympic Games Sydney | Dur (ext.) | 1er tour (1/32) | Dominique Monami  | 6-1, 6-1 | Parcours |

## Parcours en Fed Cup
| #                                                                              | Date       | Lieu     | Surface         | Gagnante(s)    | Perdante(s)         | Score         |          |
|                                                                                |            |          |                 |                |                     |               |          |
| 1997 - 1/4 de finale (groupe mondial) - Allemagne - République tchèque - 2 : 3 |            |          |                 |                |                     |               |          |
| 1                                                                              | 01/03/1997 | Mannheim | Dur (int.)      | Adriana Gerši  | Barbara Rittner     | 6-4, 6-2      | Parcours |
| 1                                                                              | 01/03/1997 | Mannheim | Dur (int.)      | Adriana Gerši  | Marlene Weingärtner | 6-2, 6-2      | Parcours |
|                                                                                |            |          |                 |                |                     |               |          |
| 1997 - 1/2 finale (groupe mondial) - République tchèque - Pays-Bas - 2 : 3     |            |          |                 |                |                     |               |          |
| 2                                                                              | 12/07/1997 | Prague   | Terre (ext.)    | Miriam Oremans | Adriana Gerši       | 1-6, 6-2, 9-7 | Parcours |
|                                                                                |            |          |                 |                |                     |               |          |
| 1998 - 1/4 de finale (groupe mondial) - République tchèque - Suisse - 1 : 4    |            |          |                 |                |                     |               |          |
| 3                                                                              | 18/04/1998 | Brno     | Moquette (int.) | Martina Hingis | Adriana Gerši       | 6-2, 6-1      | Parcours |
| 3                                                                              | 18/04/1998 | Brno     | Moquette (int.) | Patty Schnyder | Adriana Gerši       | 6-3, 6-3      | Parcours |

## Classements WTA en fin de saison

### En simple
| Année | 1994 | 1995 | 1996 | 1997 | 1998 | 1999 | 2000 | 2001 | 2002 |
| Rang  | 310  | 213  | 99   | 94   | 63   | 77   | 68   | 77   | 351  |

Source : (en) « Classements de Adriana Gerši », sur le site officiel du WTA Tour

### En double
| Année | 1994 | 1995 | 1996 |
| Rang  | 524  | 742  | 175  |

Source : (en) « Classements de Adriana Gerši », sur le site officiel du WTA Tour